# Kommunistische Partei Deutschlands/Marxisten-Leninisten
Die Kommunistische Partei Deutschlands/Marxisten-Leninisten (Kurzbezeichnung: KPD/ML) war eine 1968 gegründete und 1986 aufgelöste kommunistische, marxistisch-leninistische Kleinpartei in der Bundesrepublik Deutschland.

## Geschichte und Programmatik
Die KPD/ML wurde am 31. Dezember 1968 in Hamburg gegründet. Die Gruppe entstand um den ehemaligen KPD-Politiker Ernst Aust (1923–1985). Von konkurrierenden Organisationen innerhalb der Linken wurde sie auch nach ihrem Zentralorgan „Gruppe Roter Morgen“ genannt. Ihre Zentrale war in Dortmund.
Die KPD/ML lehnte die DKP als revisionistisch ab und orientierte sich zunächst am Maoismus, später nach dem Bruch zwischen Albanien und der Volksrepublik China am albanischen Sozialismusmodell.
1974 wurde Aust vom albanischen Staatsoberhaupt Enver Hoxha zum ersten Mal in Einzelaudienz empfangen. Am 1. Juni 1975 empfing das Mitglied des Zentralkomitees der KPCh Yao Wenyuan den KPD/ML-Vorsitzenden. 1977 war der endgültige Bruch mit dem Maoismus vollzogen. 1978 gab sich die Partei auf dem IV. Parteitag ein neues Programm, in dem sie sich von der Theorie der drei Welten distanzierte. 1984 kühlten sich die Beziehungen zwischen der Partei der Arbeit Albaniens und der KPD/ML ab.
1970 begann der Kampf zwischen dem KPD/ML-Zentralkomitee und dem KPD/ML-Zentralbüro unter der Führung von Peter Weinfurth und Gerd Genger, das seinen Sitz in Bochum hatte. Das Organ der KPD/ML-ZK war der „Rote Morgen“, das Organ der KPD/ML-ZB die Zeitung „Rote Fahne“. Bereits 1973 wurde die Rote Fahne eingestellt, die KPD/ML-ZB zerfiel. Es bildeten sich die KPD/ML-„Revolutionärer Weg“ unter Willi Dickhut, die sich 1972 mit dem KAB/ML zum KABD zusammenschloss, und eine KPD/ML-Neue Einheit unter dem am 18. April 2008 in Berlin verstorbenen Hartmut Dicke (Pseudonym: Klaus Sender), die heute Gruppe Neue Einheit heißt. Nach der Selbstauflösung der (maoistischen) Kommunistischen Partei Deutschlands (Aufbauorganisation) auf deren III. Parteitag im März 1980 wurde das Kürzel „KPD“ wieder frei und die KPD/ML nannte sich um in „KPD“.

### Gruppe in der DDR

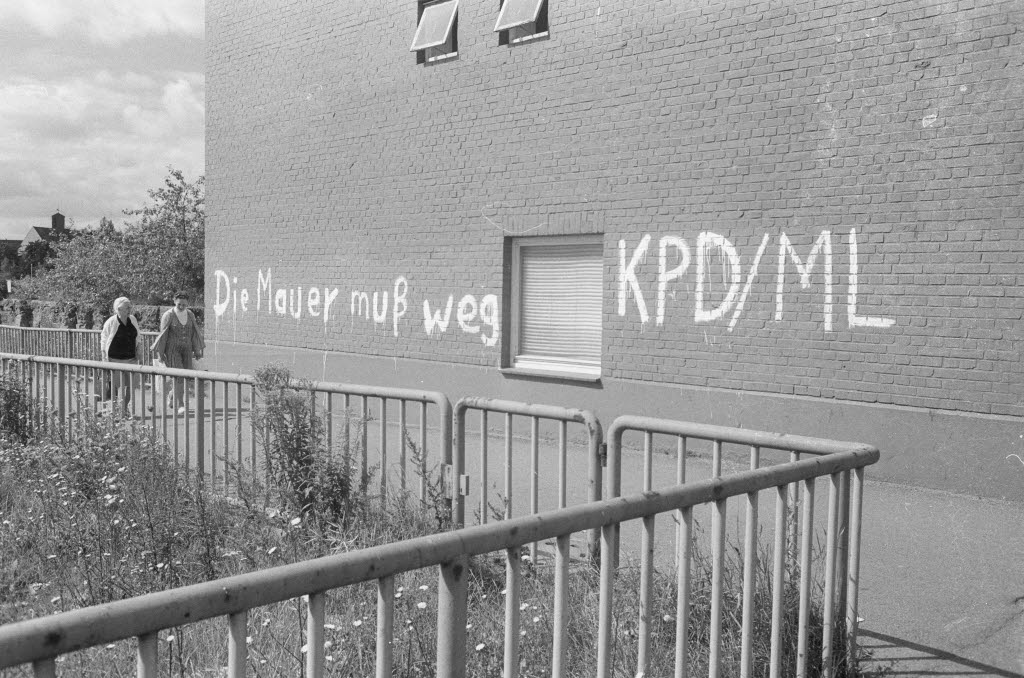
Parole der KPD/ML auf einer Hauswand in Kiel

Mitte der 1970er Jahre kam eine oppositionell und konspirativ arbeitende Gruppe (welche vor allem aus jungen Arbeitern und Intellektuellen bestand) aus Ost-Berlin mit Mitgliedern der KPD/ML in Verbindung. Bei der Aufnahme und Entwicklung von Kontakten untereinander wurden sie von der albanischen Botschaft in der DDR unterstützt. Deren Hauptkritik an der SED-Führung waren die angebliche Abkehr vom Marxismus-Leninismus, die Abhängigkeit der DDR von der Sowjetunion sowie die konsequente Unterdrückung aller kritischen Stimmen im Land. Daraus entwickelte sich eine inhaltliche Zusammenarbeit und Unterstützung durch die KPD/ML in der BRD – vor allem in der Herstellung von Druckmaterialien, dem „Roten Stachel“, dem „Roten Morgen“, dem „Roten Blitz“ sowie vielen Flugblättern.
Kritik von DDR-Genossen im Umgang mit Artikeln, welche aus der DDR kamen und ideologisch geändert wurden, fand auf Grund der konspirativen Struktur keine Berücksichtigung. Dadurch gelang es der KPD/ML als einziger K-Gruppe seit Mitte der 70er Jahre, einen Ableger in der DDR aufzubauen. Durch Fahrlässigkeit im Umgang mit Daten von Genossen in der DDR durch Mitglieder der KPD/ML in Westdeutschland gelang es der Hauptabteilung XXII des Ministeriums für Staatssicherheit 1980–1981, alle wichtigen Mitarbeiter der KPD/ML-Sektion DDR zu verhaften oder zu paralysieren und so die politische Arbeit, die in der Situationsanalyse, der Verteilung von Zeitungen, Flugblättern und dem Malen/Sprühen von DDR-kritischen Losungen bestand, zu zerschlagen. Das MfS betrieb bei der Unterwanderung der Gruppe einen immensen Aufwand. In einigen Untergruppen gab es mehr MfS-Agenten als wirkliche Mitglieder.
Nach dem Fall der Mauer nahmen einige Mitglieder der ehemaligen Sektion der DDR Kontakt zur KPD/ML auf, der jedoch aufgrund der Feststellung größerer politischer und struktureller Differenzen nach einiger Zeit wieder abgebrochen wurde.

### Übergang in die VSP
Restgruppen der KPD/ML arbeiteten in den 80er Jahren mit der trotzkistisch orientierten Gruppe Internationale Marxisten (GIM) zusammen, mit der sie sich am 4./5. Oktober 1986 in Dortmund zur Vereinigten Sozialistischen Partei (VSP) vereinigten. Von den 364 stimmberechtigten KPD-Mitgliedern sprachen sich 83 % für die Vereinigung aus. Ein Teil der ehemaligen KPD/ML machte die Vereinigung nicht mit; andere Mitglieder lösten sich später wieder von der VSP.

## Presse und Nebenorganisationen
Die Partei gab als Zentralorgan die Wochenzeitung Roter Morgen heraus. Das Theorieorgan trug den Titel Der Weg der Partei (angelehnt an die Publikation der Partei der Arbeit Albaniens, ab April 1983 Kommunistische Hefte). Sowohl die Gruppe um W. Eggers als auch die um D. Möller begannen 1986 wieder Theorieorgane unter dem Titel Der Weg der Partei herauszugeben.
Jugendorganisation der KPD/ML und der KPD/ML-ZK war die Rote Garde, ab Mai 1981 Kommunistische Jugend Deutschlands (KJD).
Die KPD/ML-ZB baute einen Kommunistischen Jugendverband Deutschlands auf.
Am 22. März 1975 wurde in Hamburg die Rote Hilfe Deutschlands (RHD) gegründet, welche sich Anfang der 1980er Jahre von der KPD/ML löste und 1986 in Rote Hilfe umbenannte.
Ab 1978 wurde der Aufbau einer Revolutionären Landvolkbewegung (RLB) betrieben (Zeitung Freies Landvolk), später Arbeitsgemeinschaft Freies Landvolk.
Am 6. Oktober 1979 erfolgte in Dortmund die Gründung der Volksfront gegen Reaktion, Faschismus und Krieg.
Anfang Mai 1980 wurde die Hochschulorganisation Kommunistische Studenten (KS) gegründet, die jedoch völlig einflusslos blieb. Vorläufer war der Kommunistische Studentenbund/Marxisten-Leninisten (KSB/ML), der 1978 durch Rote-Garde-Hochschulgruppen ersetzt wurde.
1971 wurde unter Vorsitz von Inge Junck die Gesellschaft der Freunde Albaniens (GFA) gegründet, die u. a. Reisen nach Albanien durchführte. Die GFA benannte sich 1979 in Deutsch-Albanische Freundschaftsgesellschaft (DAFG) um und löste sich in den 80er Jahren schrittweise vom politischen Einfluss der KPD/ML.

## Nachfolgeorganisationen
Mehrere ML-Gruppen sehen sich in Nachfolge der KPD/ML:
- KPD/ML unter Vorsitz von Wolfgang Eggers mit dem Zentralorgan „Roter Morgen“, der allerdings zurzeit nur online erscheint. Diese Partei ist Mitglied in der Kommunistischen Internationale/Marxisten-Leninisten, die am 31. Dezember 2000 gegründet wurde. Komintern/ML besteht aus nur zwei Parteien: KPD/ML (Roter Morgen) und Neue Arbeiterpartei der Niederlande. Diese KPD/ML benannte sich zuerst in KPD (SH) um, seit dem 7. November 2011 existiert sie nicht mehr als nationale Partei, sondern als „Deutsche Sektion der Komintern/SH“.[8] Programmatisch schließt sie an die KPD/ML an. In ihrem 410-seitigen Programm bekennt sie sich zum Marxismus-Leninismus und zum Hoxhaismus als dessen Weiterentwicklung.[9]
- KPD („Roter Morgen“) (ohne Zusatz „ML“). Diese spaltete sich auf dem X. Parteitag 2001, als das ZK den langjährigen Vorsitzenden Diethard Möller ausschloss. Im Februar 2003 bildeten die Gegner der ZK-Linie „Organisation für den Aufbau einer kommunistischen Arbeiterpartei“, deren Organ die Zeitung „Arbeit Zukunft“ ist.[10] Im Dezember 2011 stellte die verbliebene KPD (Roter Morgen) ihre Zeitung ein und änderte ihren Namen in „KPD-Aufbaugruppe“.

## Parteitage
Gründungsparteitag 31. Dezember 1968
- I. Parteitag Dezember 1971
- II. Parteitag Juli 1972
- III. Parteitag Februar 1977
- IV. Parteitag 16.–18. Dezember 1978 in Hamburg
- V. Parteitag 4.–6. November 1983 (Horst-Dieter Koch löst Ernst Aust als Vorsitzenden ab)
- VI. Parteitag 27.–29. Dezember 1985 in Stuttgart (Gruppe um Möller) bzw. 25.–26. Januar 1986 in Bremen (Gruppe um Eggers); Sonderparteitag der KPD vom 1.–3. November 1985 in Dortmund

## Wahlbeteiligungen
- 1974, 3. März, Bürgerschaftswahl Hamburg, 3001 Stimmen (0,3 %); bei der folgenden Bürgerschaftswahl am 4. Juni 1978 nur noch 880 Stimmen (0,1 %)
- 1975, 4. Mai, Landtagswahl Nordrhein-Westfalen, 1731 Stimmen (0,02 %)
- 1980, 5. Oktober, Bundestagswahl (als Volksfront gegen Reaktion, Faschismus und Krieg, für Freiheit und Demokratie, Wohlstand und Frieden) 9.319 Stimmen (0,0 %)
- 1982, 6. Juni, Bürgerschaftswahl Hamburg, 716 Stimmen (0,1 %), mit einigen BWK-Mitgliedern auf dem Wahlvorschlag
- 1983, 6. März, Bundestagswahl 3.431 Zweitstimmen (0,0 %). Die KPD/ML war in Absprache mit dem BWK mit „offenen Listen“ in vier Bundesländern (Schleswig-Holstein, Hamburg, Bremen und Nordrhein-Westfalen) angetreten
- 1985, 12. Mai Landtagswahl Nordrhein-Westfalen 434 Zweitstimmen (0,0 %), 8 Wahlkreisbewerber